# Trận Ambon
Trận Ambon (30 tháng 1-3 tháng 2 năm 1942) diễn ra tại đảo Ambon ở Đông Ấn Hà Lan (mà ngày nay là Indonesia), là một phần của các cuộc tiến công của Nhật Bản nhằm đánh chiếm Đông Ấn Hà Lan trong Thế chiến 2. Đối mặt với sự phòng thủ liên hợp giữa quân đội Úc và Hà Lan, các lực lượng Nhật Bản đã chinh phục thành công hòn đảo và sân bay chiến lược của nó chỉ trong vài ngày. Sau trận chiến, một cuộc thảm sát lớn nhiều tù binh chiến tranh Hà Lan và Úc (POW) của quân Nhật đã diễn ra.

## Hoàn cảnh
Ambon thuộc quần đảo Maluku (Moluccas), ngay phía nam của đảo Seram (Ceram). Ambon có những gì có thể được mô tả hình dạng là "hình tám" hoặc "đồng hồ cát", và bao gồm 2 bán đảo được ngăn cách bởi một eo đất hẹp, với các vịnh hẹp dài ở 2 bên eo đất. Sân bay quan trọng tại Laha nằm ở phía tây của bán đảo Hitu-phần phía bắc của hòn đảo-đối diện với vịnh Ambon. Thị trấn Ambon nằm ở phía đối diện của vịnh, trên phần phía nam của hòn đảo, bán đảo Laitimor.
Mặc dù là một trong những hòn đảo của các khu vực xa xôi hẻo lánh của Đông Ấn Hà Lan, người Hà Lan biết Ambon có tầm quan trọng chiến lược như một căn cứ không quân và đã tăng cường phòng thủ từ năm 1941, bổ sung thêm quân từ đảo Java. Tuy nhiên, từ năm 1940, Úc cũng coi tầm quan trọng của hòn đảo là bước đệm gần đó để các lực lượng Nhật Bản tấn công Úc từ phía bắc. Trong một thoả thuận với chính phủ lưu vong Hà Lan (vẫn giữ lập trường trung lập về Nhật Bản vào năm 1940), Canberra đã đồng ý tăng cường phòng thủ của Hà Lan bằng cách gửi quân và trang thiết bị đến các đảo Ambon và Timor. Chuẩn tướng Edmund Lind, tư lệnh Lữ đoàn 23 Úc đã có sự dè dặt đáng kể về việc gửi quân đến Ambon, do thiếu hoả lực và tài sản không quân có sẵn cho quân đội Úc, ngoài việc thiếu các đơn vị liên lạc quân sự Úc gắn liền với các lực lượng Hà Lan địa phương.
Vào ngày 14 tháng 12 năm 1941, một đoàn tàu vận tải bao gồm các tàu hộ tống HMAS Adelaide và Ballarat cùng các tàu Hà Lan Both, Valentijn, và Patras chở 1,096 quân của "Lực lượng Mòng biển" rời Darwin và đi đến Ambon vào ngày 17 tháng 12. HMAS Swan hộ tống Bantam đi đến cùng lực lượng tăng viện vào ngày 12 tháng 1 năm 1942, tiếp tục không kích từ ngày 15-16 tháng 12 cho đến ngày 18 tháng 12.

## Mở đầu

### Đồng minh

#### Bộ binh
Khi chiến tranh nổ ra vào ngày 8 tháng 12, Ambon được đồn trú bởi Lữ đoàn Molukken gồm 2,800 người của Quân đội Hoàng gia Đông Ấn Hà Lan (KNIL), do Trung tá Joseph Kapitz chỉ huy và bao gồm quân đội thuộc địa người Indo, dưới sự chỉ huy của các sĩ quan châu Âu. Quân đồn trú được trang bị và huấn luyện kém, một phần là kết quả của việc Hà Lan đã bị Đức Quốc xã đánh chiếm. Các đơn vị KNIL không được trang bị radio và dựa vào điện thoại cố định và thông tin liên lạc bằng văn bản. Họ bao gồm 300 quân nhân dự bị được đào tạo một phần. Lực lượng Mòng biển của Quân đội Úc gồm 1,100 người, do Trung tá Leonard Roach chỉ huy, đã đến vào ngày 17 tháng 12. Lực lượng này bao gồm Tiểu đoàn 2/21 từ Sư đoàn 8 Úc, cũng như một số đơn vị pháo binh và hỗ trợ của sư đoàn. Kapitz được bổ nhiệm làm chỉ huy Đồng minh trên đảo Ambon. Vào đúng ngày Lực lượng Mòng biển lên bờ ở Ambon, Roach đã nêu lên những lo ngại phản ánh những gì Chuẩn tướng Lind bày tỏ. Roach nêu lên lo ngại về việc thiếu các nhiệm vụ trinh sát đang được tiến hành, trang thiết bị y tế, vũ khí chống tăng và không có bất kỳ khẩu súng dã chiến nào. Yêu cầu này được lặp lại vào ngày 23 tháng 12 năm 1941, mà Bộ Tư lệnh Lục quân đã từ chối và nhắc lại sự cần thiết phải phòng thủ với nguồn cung sẵn có.
Vào ngày 6 tháng 1, sau khi các vùng lãnh thổ của Hà Lan và Anh ở phía bắc rơi vào tay Nhật Bản và một cuộc ném bom vào Ambon của máy bay Nhật Bản diễn ra, Roach một lần nữa nêu lên mối lo ngại với Bộ Tư lệnh Lục quân và tuyên bố rằng lực lượng của ông có thể cầm cự không quá một ngày mà không có quân tiếp viện. Sau cuộc liên lạc này, Roach bị cách chức và được thay thế bởi Trung tá John Scott vào ngày 14 tháng 1. Việc thay đổi chỉ huy này đã gây ra những vấn đề đáng kể vì Scott không biết trước về tình hình ở Ambon và không quen thuộc với phần lớn Lực lượng Mòng biển. Trong suốt từ đầu đến cuối tháng 1, nhiều binh sĩ của Lực lượng Mòng biển đã bị loại khỏi vòng chiến do sốt rét và kiết lỵ.
Sở chỉ huy của Kapitz đặt tại Hạ Long, giữa Paso và thị trấn Ambon. Nó bao gồm 4 xe thiết giáp, một phân đội súng máy phòng không và 4 súng phòng không 40 mm. Với niềm tin rằng địa hình trên bờ biển phía nam của Laitimor không phù hợp để đổ bộ và bất kỳ cuộc tấn công nào cũng có khả năng xảy ra ở phía đông, xung quanh vịnh Baguala, lực lượng KNIL tập trung tại Paso, gần eo đất, dưới quyền chỉ huy của Thiếu tá H. H. L. Tieland. Có những phân đội KNIL nhỏ tại các địa điểm có khả năng đổ bộ ở phía bắc Hitu.
2 đại đội của Tiểu đoàn 2/21 và 300 quân Hà Lan đã có mặt tại sân bay Laha, dưới quyền chỉ huy của Thiếu tá Mark Newbury. Họ được hộ tống bởi pháo binh Hà Lan: 4 khẩu pháo dã chiến 75 mm, 4 súng chống tăng 37 mm, 4 súng phòng không 75 mm, 4 súng phòng không 40 mm, một trung đội súng máy phòng không và một khẩu đội súng máy phòng không.
Tuy nhiên, Trung tá Scott, Sở chỉ huy Lực lượng Mòng biển và phần còn lại của quân Úc đã tập trung ở phần phía tây bán đảo Laitimor, trong trường hợp bị tấn công từ vịnh Ambon. Đại đội A của Tiểu đoàn 2/21 và một đại đội KNIL đóng quân tại Eri, ở phía tây nam của vịnh. Trung đội công binh của Tiểu đoàn 2/21 nằm trên cao nguyên xung quanh núi Nona (điểm cao nhất trên bán đảo Laitimor), với một phân đội súng máy phòng không Hà Lan. Các đơn vị nhỏ hơn của Úc ở: Latuhalat, gần mũi phía tây nam của Laitimor và tại mũi Batuanjut, ngay phía bắc Eri. Sở chỉ huy của Lực lượng Mòng biển và một lực lượng dự bị chiến lược, Đại đội D, nằm trên một tuyến từ cao nguyên Nona đến bãi biển Amahusu, giữa Eri và thị trấn Ambon.

#### Không quân
Đồng minh có rất ít máy bay dự phòng. Dịch vụ hàng không KNIL đã phái Chuyến bay 2, Nhóm 4 (2-Vl. G.IV) từ Java đến Laha. Trong số 4 chiếc Brewster Buffalos ban đầu, 2 chiếc đã bị rơi trên đường đến Ambon. Không quân Hoàng gia Úc (RAAF) đã phái 2 chuyến bay, bao gồm 12 máy bay ném bom hạng nhẹ Lockheed Hudson Mk 2, từ Phi đội 2 và 13, đến khu vực, dưới quyền chỉ huy của Tư lệnh cánh Ernest Scott (người không liên quan đến Trung tá John Scott). Một chuyến bay có sở chỉ huy tại Laha, và một chuyến bay khác được gửi đến Namlea trên đảo Buru lân cận.
Phi đội Tuần tra 10 của Hải quân Hoa Kỳ, với Consolidated PBY Catalinas, đặt căn cứ tại trạm thuỷ phi cơ Hạ Long từ ngày 23 tháng 12. Sở chỉ huy Không đoàn di chuyển đến Java vào ngày 9 tháng 1, nhưng những chiếc Catalinas Hoa Kỳ tuần tra từ Hạ Long cho đến ngày 15 tháng 1, khi một cuộc không kích phá huỷ 3 máy bay tuần tra và làm hư hại nhiều chiếc khác. Quân Đồng minh sau đó đã từ bỏ căn cứ vì nó quá lộ liễu. Các tàu tiếp liệu thuỷ phi cơ của Không đoàn hỗ trợ tuần tra, nhưng đã rời đi sau ngày 8 tháng 1. Các cuộc tuần tra tiếp liệu từ các tàu sân bay USS William B. Preston và USS Heron tại các khu vực neo đậu xa hơn về phía Nam tiếp tục cho đến ngày 5 tháng 2.
Không lực Hải quân Hoàng gia Hà Lan (Marineluchtvaartdienst) thực hiện các chuyến tuần tra từ Ambon/Hạ Long; GVT 17 với các chiếc Catalina tiếp tục bay từ khi bắt đầu chiến tranh cho đến ngày 14 tháng 1, khi nó được lệnh đi đến Java.
Máy bay của Hải quân Hoa Kỳ và RAAF đã thực hiện một số chuyến bay sơ tán rất nguy hiểm vào Ambon/Laha trong những ngày cuối tháng 1 sau khi các lực lượng Đồng minh mất tất cả ưu thế trên không vào tay người Nhật.

#### Hải quân
HNLMS Gouden Leeuw, một tàu rải mìn của Hải quân Hoàng gia Hà Lan, đã rời Ambon vào đầu tháng 1, sau khi tiếp cận hòn đảo. Đến giữa tháng 1, tàu quét mìn USS Heron là tàu chiến duy nhất của Đồng minh tại Ambon.

### Nhật Bản
Hải đoàn Hàng không mẫu hạm 2 được giao nhiệm vụ hỗ trợ chiến dịch. 2 tàu sân bay, Hiryū và Sōryū, tấn công vào Ambon vào ngày 24 tháng 1 năm 1942. Họ tung ra 54 máy bay (18 máy bay ném ngư lôi B5N2 "Kate", 18 máy bay ném bom bổ nhào D3A1 "Val" và 18 máy bay tiêm kích A6M2 "Zero") và ném bom các cơ sở cảng và các toà nhà trên đảo Ambon. Không có tổn thất nào được duy trì. Hạm đội tàu sân bay quay trở về Davao, Philippines vào ngày 25 tháng 1 năm 1942, trước cuộc đổ bộ vào ngày 30 tháng 1 năm 1942.

## Trận chiến

### 30 tháng 1
Từ ngày 6 tháng 1 trở đi, Ambon bị máy bay Nhật tấn công. Máy bay Đồng minh đã thực hiện một số phi vụ chống lại hạm đội Nhật Bản đang đến gần, nhưng không mấy thành công. Vào ngày 13 tháng 1, 2 máy bay tiêm kích Brewster Buffalo, do Trung uý Broers và Trung sĩ Blans lái, đã tấn công một chuyến bay gồm 10 máy bay tiêm kích Mitsubishi A6M Zero. Máy bay của Broers bị bắn trúng và bốc cháy, nhưng anh ta tiếp tục tấn công cho đến khi nó trở nên mất kiểm soát, tại thời điểm đó anh ta nhảy ra khỏi chiếc Buffalo, sử dụng dù của mình và hạ cánh xuống biển. Blans cũng bị bắn hạ nhưng cũng tìm cách sử dụng chiếc dù của mình, hạ cánh trên cây trên Ambon. Cả 2 người đàn ông đã được giải cứu. Broers bị bỏng nặng và Blans có 17 vết thương khác nhau.
Căn cứ không hải quân tại Hạ Long đã sớm không thể sử dụng được bởi các cuộc không kích của Nhật Bản, và đã bị hải quân Hà Lan và Hoa Kỳ bỏ rơi vào giữa tháng 1.
Vào ngày 30 tháng 1, khoảng 1,000 lính thuỷ quân lục chiến Nhật Bản và nhân viên IJA đã đổ bộ lên Hitu-lama trên bờ biển phía bắc. Các đơn vị khác của Trung đoàn 228 đổ bộ lên bờ biển phía nam của bán đảo Laitimor. Mặc dù lực lượng mặt đất Nhật Bản về số lượng không lớn hơn nhiều sơ với quân Đồng minh, nhưng người Nhật có ưu thế áp đảo về hỗ trợ trên không, hải quân và pháo binh dã chiến, và xe tăng. Những máy bay Đồng minh còn lại được rút lui vào ngày hôm đó, mặc dù nhân viên mặt đất của RAAF vẫn ở lại. Trong vòng một ngày sau cuộc đổ bộ của Nhật Bản, các đơn vị Hà Lan trong khu vực lân cận của họ đã bị tràn ngập và/hoặc đã rút lui về phía Paso. Việc phá huỷ các cây cầu trên Hitu đã không được thực hiện theo lệnh, đẩy nhanh bước tiến của Nhật Bản.
Có một đợt đổ bộ thứ hai, tại Hutumori ở đông nam Laitimor, và tại Batugong, gần Paso. Một trung đội bộ binh Úc được tách ra để tăng cường cho lực lượng công binh tại cao nguyên Nona. Hệ thống phòng thủ tại Paso đã được thiết kế để đẩy lùi các cuộc tấn công từ phía bắc và phía tây, và bây giờ phải đối mặt với cuộc tấn công từ phía nam. Một trung đội KNIL đã được tách ra khỏi Paso để chống lại cuộc tấn công vào Batugong, gây ra một khoảng trống trong phòng tuyến của quân Hà Lan. Người Nhật đã lợi dụng điều này, và được hỗ trợ bởi sự thất bại của đường dây liên lạc của KNIL.

### 31 tháng 1
Batugong thất thủ vào sáng sớm ngày 31 tháng 1, cho phép quân Nhật bao vây sườn phía đông của các vị trí Passo. Trong khi đó, Kapitz ra lệnh cho đại đội KNIL Ambonese tại Eri chiếm một vị trí tại Kudamati, nơi có vẻ dễ bị tấn công.
Vào trưa ngày 31 tháng 1, Kapitz chuyển sở chỉ huy của mình từ Halong đến Lateri, gần Passo hơn. Liên lạc qua điện thoại giữa Kapitz và cấp dưới của ông, bao gồm cả Scott, đã chấm dứt khi người Nhật cắt đứt đường dây. Quân Nhật đổ bộ lên Hitu-Lama sau đó tấn công tuyến phòng thủ Passo từ phía đông bắc. Sau đó, theo lời của nhà sử học người Úc:
[a]t 6 giờ chiều, một chiếc motor với xe phụ đã được nhìn thấy trên con đường ở phía tây của vị trí Passo cho thấy cờ trắng và đi về phía người Nhật. Việc bắn vào chu vi Passo đã bị đình chỉ theo lệnh của các chỉ huy đại đội Hà Lan, và quân đội được phép nghỉ ngơi và ăn.
Không rõ ai cho phép đầu hàng. Không có phản ứng ngay lập tức từ phía Nhật Bản, và-trong một cuộc họp với các chỉ huy đại đội-Kapitz và Tieland đã ra lệnh cho quân Hà Lan bắt đầu chiến đấu. Tuy nhiên, khi Tieland và các chỉ huy đại đội trở lại vị trí của họ, họ thấy rằng quân của họ đã bị bắt làm tù binh, và họ buộc phải đầu hàng.
Cuộc tấn công trên bộ đầu tiên vào Laha xảy ra vào chiều ngày 31 tháng 1. Một trung đội Úc ở phía đông bắc sân bay đã bị tấn công bởi một lực lượng Nhật Bản mạnh hơn, và nó đã đẩy lùi. Các lực lượng Nhật Bản cũng đang tiếp cận thị trấn Ambon từ phía tây nam. Vào khoảng 16:00 ngày 31 tháng 1, quân Nhật chiếm được thị trấn, bao gồm thương binh Úc.

### 1 tháng 2
Nhiều cuộc tấn công của Nhật Bản đã được tung ra đồng thời vào ngày 1 tháng 2:
- Kapitz và nhân viên trụ sở của ông đã bị bắt làm tù binh vào đầu giờ. Kapitz đầu hàng các lực lượng còn lại trong khu vực Paso và gửi một bức thư cho Trung tá Scott thúc giục ông làm điều tương tự. (Tin nhắn đã không đến được với Scott trong 2 ngày.)
- Một đơn vị vận tải Úc và các vị trí của KNIL tại Kudamati đã bị bộ binh tấn công
- Các khẩu sơn pháo ở vùng đất cao đã nã pháo vào một khẩu đội pháo binh Hà Lan trên bờ biển tại Benteng, buộc phải rút lui, gây thêm áp lực lên Kudamati.
- bộ binh tấn công vào sườn phía đông các vị trí của Úc tại Amahusu.
- Trên cao nguyên Nona, một chỗ đứng đã được thiết lập bất chấp sự phản đối quyết liệt của Úc.
- Máy bay và hải pháo Nhật Bản tấn công vào các vị trí tại Eri.

Các vị trí của Úc cũng đã nhận được một số lượng lớn nhân viên Hà Lan chạy trốn khỏi Paso. Lúc 22:30, Scott ra lệnh rút lực lượng Đồng minh tại Amahusu và phía tây nam về Eri. Vị trí tại Kudamati đã bị bao vây một cách hiệu quả.

### 2-3 tháng 2
Vào ngày 2 tháng 2 (một số nguồn tin cho biết ngày 1 tháng 2), tàu quét mìn W-9 thuộc lớp W-7 của Nhật Bản đã trúng phải thuỷ lôi do tàu rải mìn HNLMS Gouden Leeuw của Hà Lan đặt trong vịnh Ambon và bị chìm. Hai tàu quét mìn khác của Nhật Bản cũng bị hư hại do mìn.
Sau bình minh ngày 2 tháng 2, lực lượng chính của Úc trên cao nguyên Nona, do Trung uý Bill Jinkins chỉ huy, có nguy cơ bị bao vây. Jinkins ra lệnh rút về Amahusu, nơi ông nhận ra rằng người Hà Lan đã đầu hàng. Không thể xác định được bố trí lực lượng của Trung tá Scott, Jinkins quyết định gặp các sĩ quan cao cấp Nhật Bản theo thoả thuận ngừng bắn tại thị trấn Ambon. Họ cho phép anh ta nói chuyện với Kapitz, người đã viết một ghi chú khác khuyên chỉ huy Úc đầu hàng. Jinkins lên đường đi tìm Scott.
Trong khi đó, các lực lượng Nhật Bản tấn công Laha được tăng cường và một cuộc tấn công tập trung vào quân Đồng minh bắt đầu, bao gồm hải pháo, máy bay ném bom bổ nhào, máy bay chiến đấu và các cuộc tấn công thăm dò của bộ binh. Một cuộc tấn công ban đêm của Nhật Bản trên bãi cỏ cao gần bãi biển, giữa hai vị trí của quân Đồng minh, đã bị đánh bại bởi một trung đội Úc. Tuy nhiên, một cuộc tấn công lớn của Nhật Bản bắt đầu vào rạng sáng ngày 2 tháng 2. Đến 10:00 chỉ có khoảng 150 người Úc và một số nhân viên KNIL vẫn có thể chiến đấu tại Laha, và Newbury ra lệnh cho họ đầu hàng.
Đến sáng ngày 3 tháng 2, quân Úc xung quanh Eri đã phải vật lộn để đối phó với các cuộc tấn công ngày càng gia tăng của không quân và hải quân, người Úc bị thương, dòng nhân viên Hà Lan, nguồn cung cấp giảm sút và mệt mỏi trên diện rộng. Một lá cờ Nhật Bản đã được nhìn thấy tung bay ở phía bên kia vịnh, tại Laha. Vào thời điểm Jinkins đến gặp Trung tá Scott, người về sau đã tự mình đến gặp người Nhật và quyết định đầu hàng. Vị trí của quân Đồng minh tại Kudamati đã đầu hàng riêng biệt vào giữa trưa.

## Kết quả

### Thảm sát Laha
Thương vong của quân Đồng minh trong trận chiến là tương đối nhẹ. Tuy nhiên, trong khoảng thời gian 2 tuần sau khi đầu hàng, nhân viên Hải quân Nhật Bản đã chọn ngẫu nhiên hơn 300 tù binh chiến tranh Úc và Hà Lan và hành quyết họ tại hoặc gần sân bay Laha. Khoảng 300 người đầu hàng tại sân bay Laha trên đảo Ambon đã bị giết trong 4 vụ thảm sát riêng biệt xung quanh sân bay. Họ bị giết bằng lưỡi lê, dùi cui hoặc bị chặt đầu. Không có một ai sống sót. Một phần, đây là sự trả thù cho việc đánh chìm tàu quét mìn Nhật Bản, khi một số thuỷ thủ đoàn còn sống sót của tàu quét mìn đã tham gia vụ thảm sát. Những người thiệt mạng trong vụ thảm sát bao gồm Tư lệnh Không quân Scott và Thiếu tá Newbury. Theo một nhà sử học chính của Đài Tưởng niệm Chiến tranh Úc, Tiến sĩ Peter Stanley, trong ba năm rưỡi sau đó, các tù binh còn sống sót:
...trải qua một thử thách và tỷ lệ tử vong cao chỉ đứng sau nỗi khiếp sợ của Sandakan, đầu tiên là trên đảo Ambon và sau đó là sau khi nhiều người được gửi đến đảo Hải Nam [Trung Quốc] vào cuối năm 1942. Ba phần tư số người Úc bị bắt ở Ambon đã chết trước khi chiến tranh kết thúc. Trong số 582 người còn lại trên Ambon, 405 người đã chết. Họ chết vì làm việc quá sức, suy dinh dưỡng, bệnh tật và một trong những chế độ tàn bạo nhất trong số các trại tập trung mà đánh đập là thường xuyên.
Vào năm 1946,